# Шомон, Александр де

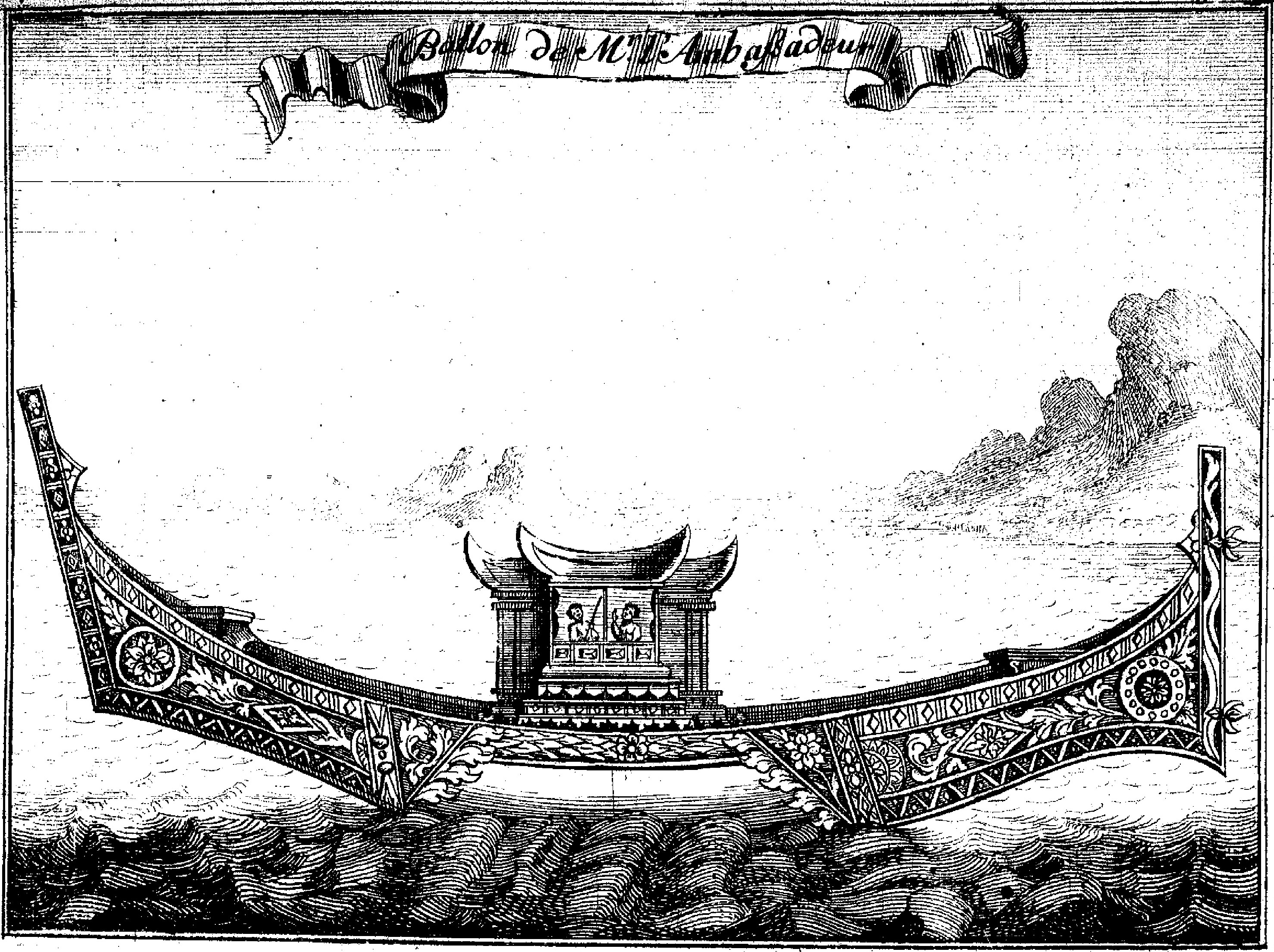
Шомон - Связь посольства господина Шевалье де Шомона со двором короля Сиама, 1733 г.

Александр, шевалье де Шомон (фр. Alexandre de Chaumont, 1640 — Париж, 28 января 1710) — первый французский посол короля Людовика XIV в Сиаме.

## Посольская деятельность
Шомон безуспешно пытался преобразовать короля Нарая Великого в католичество и заключить значительные коммерческие договора. Под влиянием госпожи Ментенон Людовик XIV возобновил пропаганду католической религии на Дальнем Востоке, начатую ещё при кардинале Ришельё. Как раз в это время завязывались отношения Франции с Сиамом. Людовик XIV решил отправить туда посольство с достаточным количеством миссионеров для проповеди христианства. Шомон был поставлен во главе посольства, после чего отправился из Бреста в 1685 г.  Позднее был хорошо принят в Сиаме и заключил договор о положении миссионеров и туземцев-христиан. В 1686 году Шомон вернулся во Францию.